# In This Moment
In This Moment – amerykańska grupa heavymetalowa. Powstała w 2005 roku w Los Angeles. Grupa zadebiutowała w 2007 roku albumem pt. Beautiful Tragedy, który trafił do sprzedaży nakładem wytwórni muzycznej Century Media Records. Od 2011 roku skład zespołu tworzą wokalistka Maria Brink, gitarzyści Chris Howorth i Randy Weitzel, basista Kyle Konkiel oraz perkusista Tom Hane. Nakład ze sprzedaży formatów wydawniczych grupy sięgnął miliona egzemplarzy za sprzedaż albumu Blood oraz singla o tym samym tytule w Stanach Zjednoczonych, za co zespół otrzymał wyróżnienie w postaci dwóch złotych płyt w maju 2017 roku.

## Historia

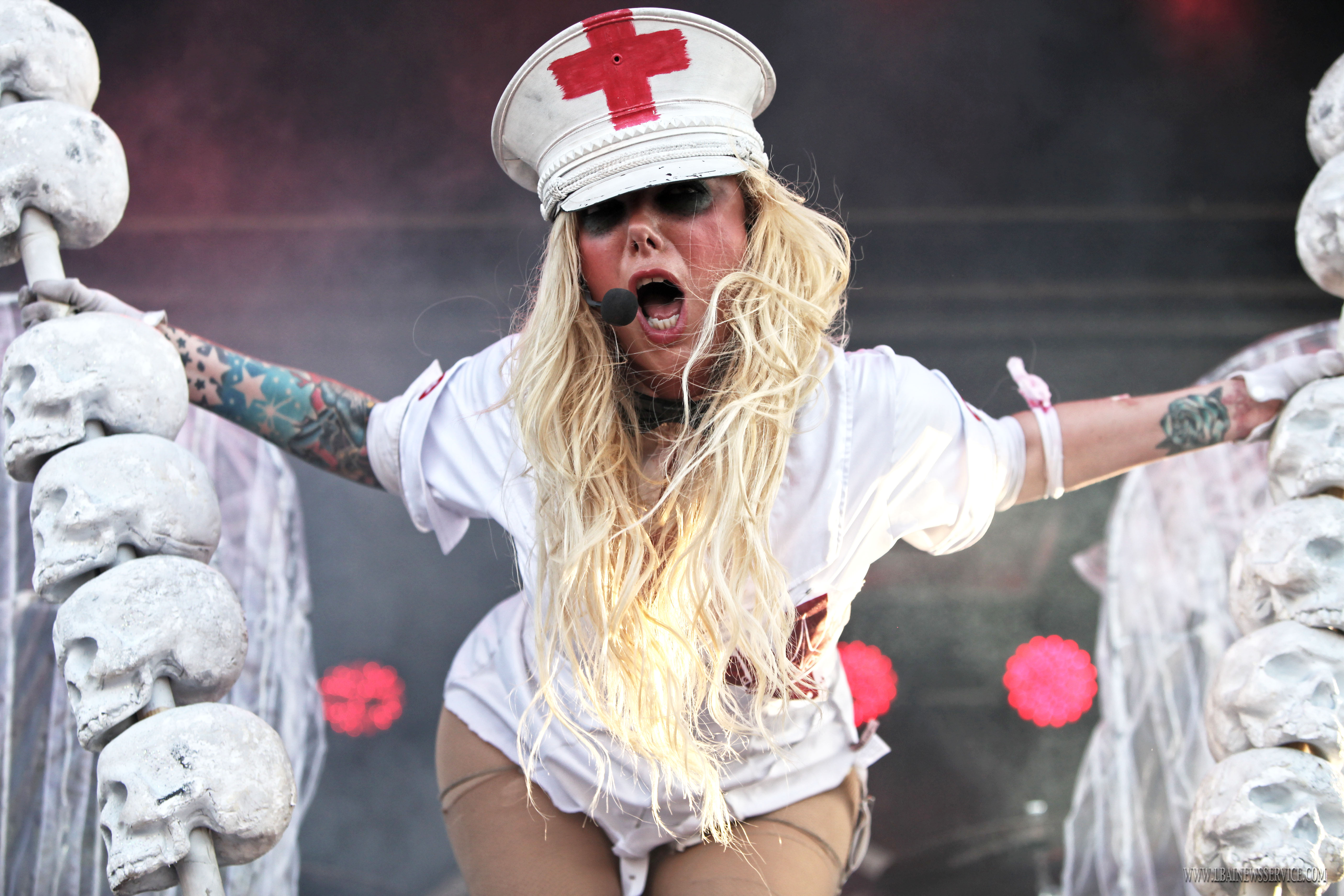
Maria Brink podczas koncertu na Fort Rock Festival 14 kwietnia 2013 roku

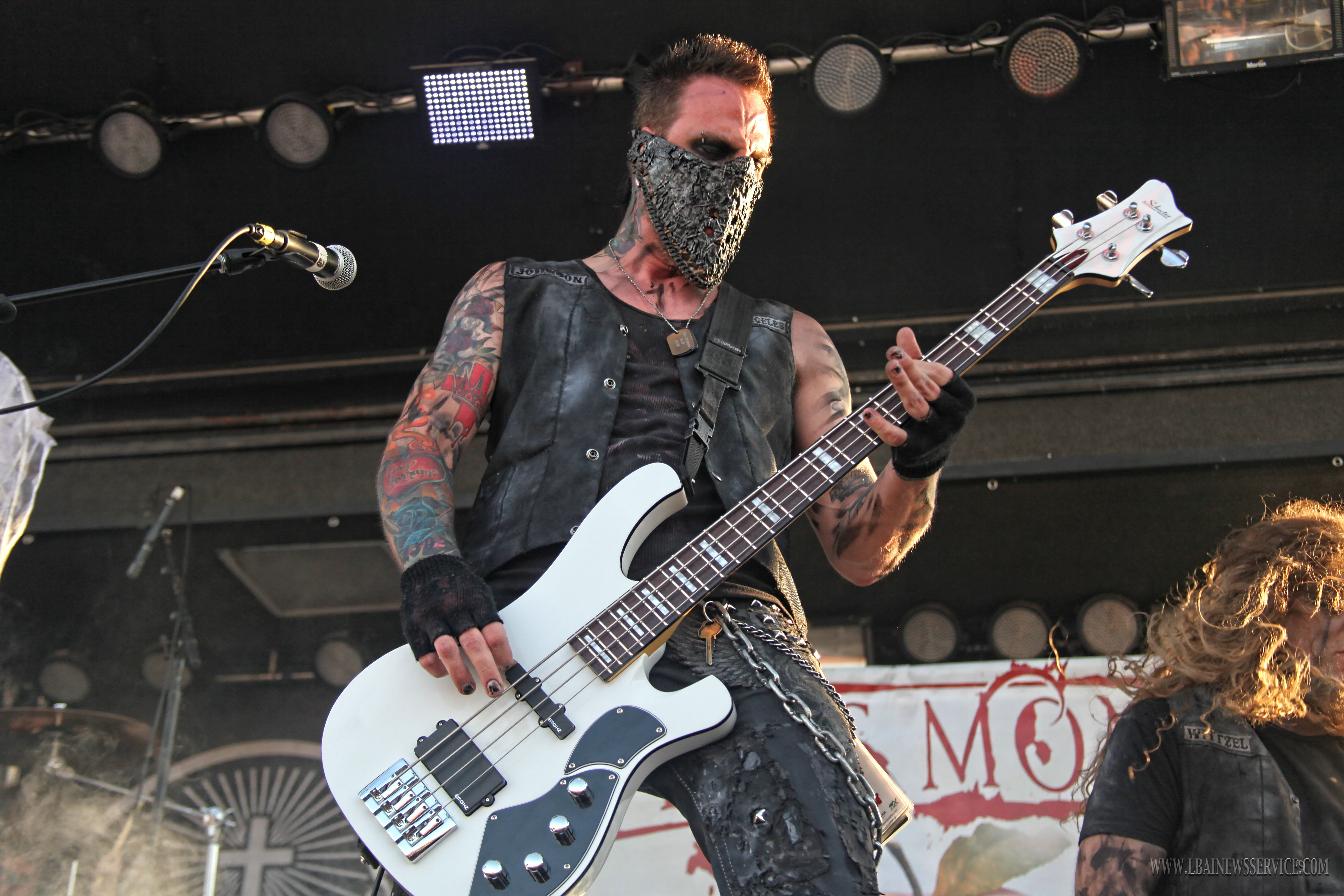
Travis Johnson podczas koncertu na Fort Rock Festival 14 kwietnia 2013 roku

Zespół założyli w 2005 roku wokalistka Maria Brink i gitarzysta Chris Howorth. Wkrótce potem do składu dołączyli perkusista Jeff Fabb, gitarzysta Blake Bunzel oraz basista Josh Newell. W tym składzie grupa zarejestrowała pierwsze nagrania demo, które zostały opublikowane w serwisie MySpace. Jeszcze w 2005 roku Josh Newell opuścił zespół motywując swą decyzję koncentracją na pracy w studiu nagraniowym. Nowym basistą został zaprzyjaźniony z zespołem Jesse Landry. 
W tym okresie zespołem zainteresował się basista Rob "Blasko" Nicholson, znany z występów w zespole Ozzy Osbourne, który ostatecznie został menedżerem In This Moment. Pod koniec roku formacja cieszyła się znacznym zainteresowaniem dzięki mediom społecznościowym, w konsekwencji muzycy podpisali kontrakt wydawniczy z wytwórnią Century Media Records.
Debiutancki album zespołu zatytułowany Beautiful Tragedy ukazał się 20 marca 2007 roku. Nagrania były promowane singlami "Prayers", "Beautiful Tragedy" i "Surrender". Album wyprodukowany przez Erika Rachela stanowił stylistyczny mariaż metalcore'u i hard rocka, opartego na tekstach Brink, opisujących jej osobiste doświadczenia życiowe. W ramach promocji debitu zespół dał szereg koncertów, w tym m.in. podczas The Hottest Chicks in Metal Tour wraz z włoską formacją Lacuna Coil oraz na festiwalu Ozzfest. 
30 września 2008 roku do sprzedaży trafił drugi album grupy pt. The Dream. Wydawnictwo spotkało się pozytywnym odbiorem wśród krytyków muzycznych, był to także pierwszy album In This Moment, który trafił na listę Billboard 200 w Stanach Zjednoczonych plasując się na 73. miejscu. Płyta wyprodukowana przez Kevina Churko była promowana singlami "Forever" i "Call Me". Druga produkcja In This Moment została zaprezentowana podczas licznych koncertów m.in. wraz z takimi zespołami jak Five Finger Death Punch, Mudvayne, Papa Roach oraz Filter. 
Trzeci album studyjny grupy pt. A Star-Crossed Wasteland ukazał się 13 lipca 2010 roku. Do prac nad płytą zespół ponownie zaangażował Kevina Churko. Płyta promowana singlami "The Gun Show" i "The Promise" dotarła do 40. miejsca listy Billboard 200. 14 sierpnia 2012 roku został wydany czwarty album In This Moment pt. Blood. Wydawnictwo dotarł do 15. miejsca listy Billboard 200 w USA sprzedając się w pierwszym tygodniu w nakładzie 20 tys. kopii. Znaczną popularnością cieszył się także utwór tytułowy, który uplasował się m.in. na 9. miejscu listy Billboard Mainstream Rock Songs. W efekcie sukcesu komercyjnego jaki odniósł album w lutym 2014 roku grupa zakomunikowana podpisanie kontraktu z wytwórnią Atlantic Records. Piąty album studyjny zespołu zatytułowany Black Widow trafił do sprzedaży 17 listopada 2014 roku. 

## Muzycy

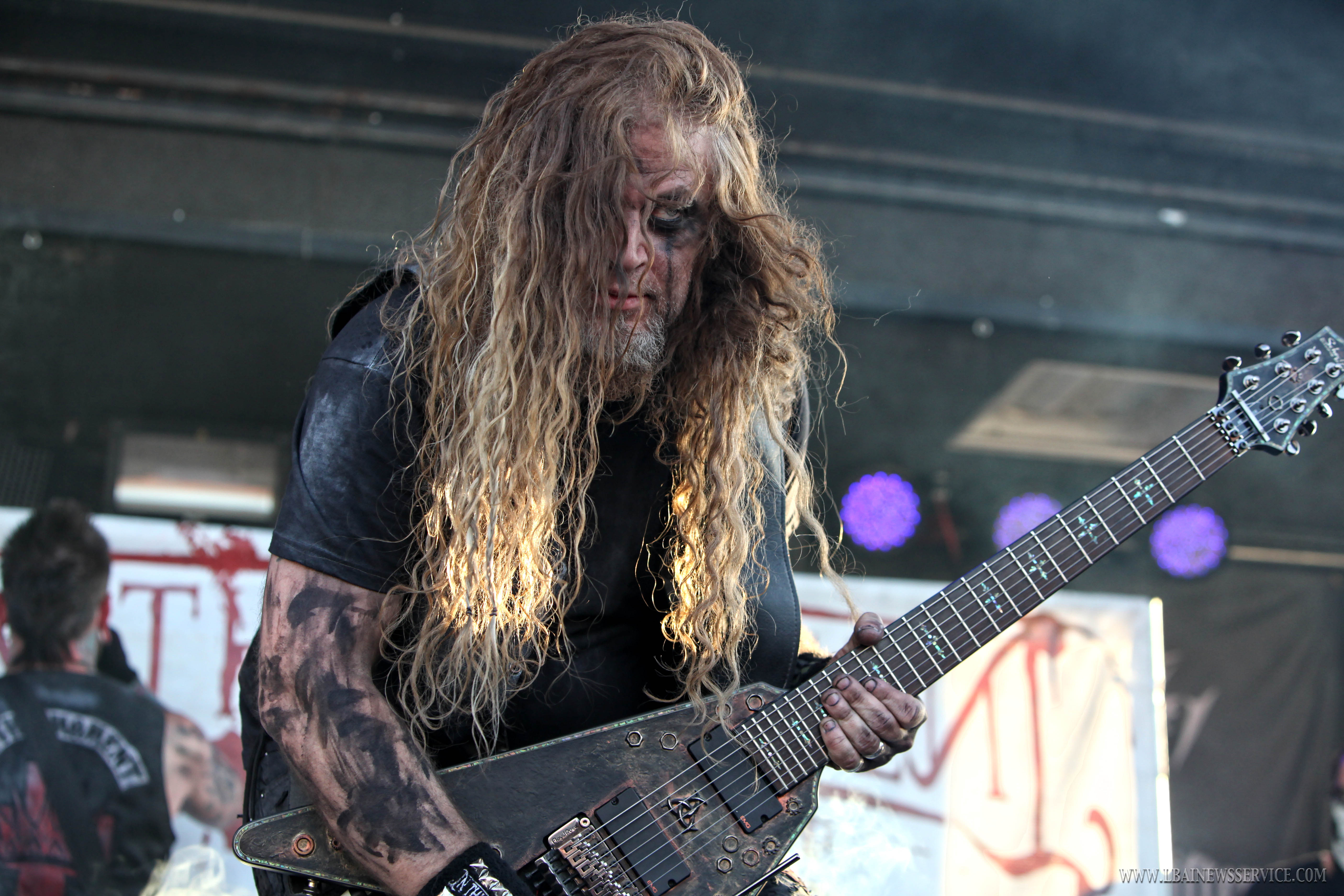
Randy Weitzel podczas koncertu na Fort Rock Festival 14 kwietnia 2013 roku

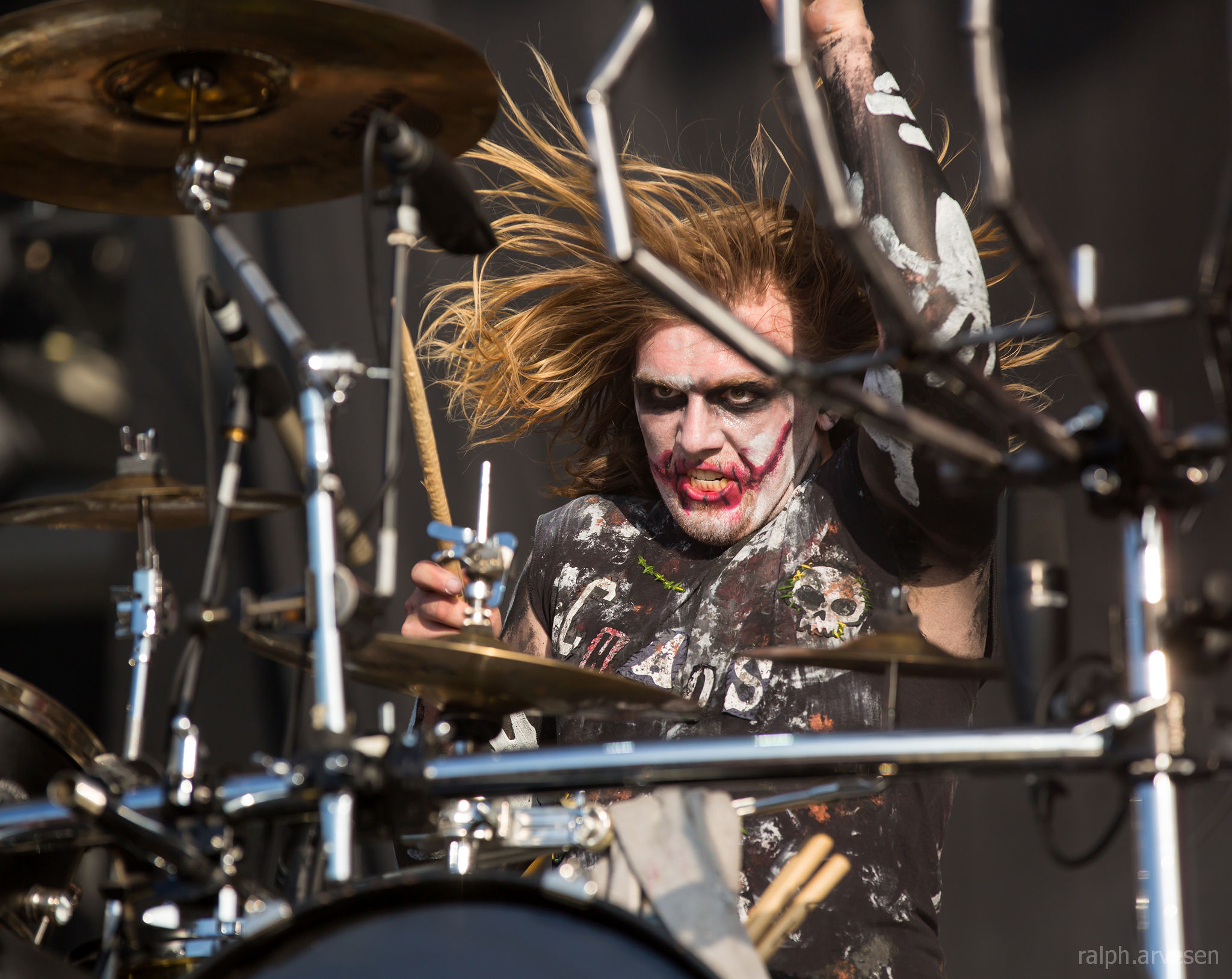
Kent Diimmel podczas koncertu w Austin w USA 2 sierpnia 2016 roku

| Obecny skład zespołu - Maria Brink - wokal prowadzący, instrumenty klawiszowe (od 2005) - Chris Howorth - gitara prowadząca, wokal wspierający (od 2005) - Randy Weitzel - gitara rytmiczna, wokal wspierający (od 2011) - Travis Johnson - gitara basowa, wokal wspierający (od 2010) - Kent Diimmel - perkusja (od 2016) |  | Byli członkowie - Blake Bunzel - gitara rytmiczna, wokal wspierający (2005-2011) - Jeff Fabb - perkusja (2005-2011) - Jesse Landry - gitara basowa, wokal wspierający (2005-2009) - Josh Newell - gitara basowa, wokal wspierający (2005) - Pascual Romero - gitara basowa (2005) - Tom Hane - perkusja (2011-2016) |

Oś czasu

## Dyskografia
Albumy
| Beautiful Tragedy           | - Data: 20 marca 2007 - Wydawca: Century Media Records                | –  | 35 | 247 | —  | –   |                  |                    |
| The Dream                   | - Data: 30 września 2008 - Wydawca: Century Media Records             | 73 | –  | 233 | —  | –   |                  |                    |
| A Star-Crossed Wasteland    | - Data: 13 lipca 2010 - Wydawca: Century Media Records                | 40 | 1  | 126 | —  | –   |                  |                    |
| Blood                       | - Data: 14 sierpnia 2012 - Wydawca: Century Media Records             | 15 | 5  | 124 | 15 | 187 | - USA: 500 tys.+ | - USA: złota płyta |
| Black Widow                 | - Data: 17 listopada 2014 - Wydawca: Atlantic Records                 | 8  | –  | 110 | 16 | 81  | - USA: 160 tys.+ |                    |
| Ritual                      | - Data: 21 lipca 2017 - Wydawca: Atlantic Records, Roadrunner Records | –  | –  | –   | –  | –   |                  |                    |
| "—" album nie był notowany. |                                                                       |    |    |     |    |     |                  |                    |

Kompilacje
| Tytuł                                                | Dane dot. albumu                                     | Pozycja na liście |
| Tytuł                                                | Dane dot. albumu                                     | USA Ind.          |
| ---------------------------------------------------- | ---------------------------------------------------- | ----------------- |
| Rise of the Blood Legion - Greatest Hits (Chapter 1) | - Data: 5 maja 2015 - Wydawca: Century Media Records | 21                |

Albumy koncertowe
| Tytuł                | Dane dot. albumu                                          |
| -------------------- | --------------------------------------------------------- |
| Blood at the Orpheum | - Data: 21 stycznia 2014 - Wydawca: Century Media Records |

Single
| "Prayers"                    | 2006 | –  | —  | —  | Beautiful Tragedy        |
| "Beautiful Tragedy"          | 2007 | –  | —  | –  | Beautiful Tragedy        |
| "Surrender"                  | 2007 | –  | —  | —  | —                        |
| "Forever"                    | 2008 | –  | —  | —  | The Dream                |
| "Call Me"                    | 2009 | –  | —  | –  | The Dream                |
| "The Gun Show"               | 2010 | —  | —  | –  | A Star-Crossed Wasteland |
| "The Promise"                | 2010 | –  | 39 | —  | A Star-Crossed Wasteland |
| "Blood"                      | 2012 | 37 | 8  | 9  | Blood                    |
| "Adrenalize"                 | 2013 | —  | 18 | 20 | Blood                    |
| "Whore"                      | 2013 | –  | 19 | 12 | Blood                    |
| "Sick Like Me"               | 2014 | 36 | —  | 10 | Black Widow              |
| "Big Bad Wolf"               | 2014 | –  | —  | –  | Black Widow              |
| "Sex Metal Barbie"           | 2014 | —  | —  | —  | Black Widow              |
| "—" singel nie był notowany. |      |    |    |    |                          |

## Teledyski
| Tytuł               | Rok  | Reżyseria                      |
| ------------------- | ---- | ------------------------------ |
| "Prayers"           | 2007 | Mike Wildt                     |
| "Beautiful Tragedy" | 2007 | Robert Hall                    |
| "Forever"           | 2008 | David Brodsky                  |
| "Call Me"           | 2009 | Nathan Theyes                  |
| "The Gun Show"      | 2010 | David Brodsky                  |
| "The Promise"       | 2010 | David Brodsky                  |
| "Blood"             | 2012 | Robert John Kley               |
| "Adrenalize"        | 2013 | Robert John Kley               |
| "Whore"             | 2013 | Robert John Kley               |
| "Sick Like Me"      | 2014 | Maria Brink & Robert John Kley |
| "Big Bad Wolf"      | 2014 | Maria Brink & Robert John Kley |
| "Sex Metal Barbie"  | 2015 | Maria Brink                    |
| "The Fighter"       | 2016 | Jeremy Saffer & Maria Brink    |
| "Oh Lord"           | 2017 | Maria Brink & Robert John Kley |
| "Roots"             | 2017 | Maria Brink & Robert John Kley |
| "Black Wedding"     | 2018 | Maria Brink & Robert John Kley |

## Nagrody i wyróżnienia
| Rok  | Kategoria      | Tytułem        | Nagroda                         | Nota      | Źródło |
| ---- | -------------- | -------------- | ------------------------------- | --------- | ------ |
| 2015 | Best Live Band | In This Moment | Kerrang! Awards                 | Nominacja | [ 20 ] |
| 2015 | Breakthrough   | In This Moment | Metal Hammer Golden Gods Awards | Nominacja | [ 21 ] |